# Los Boppers
Los Boppers fueron un grupo musical mexicano, pionero del rock and roll, surgido en 1960 en la Preparatoria 4 de Puente de Alvarado 50, en México, D.F., ahora el Museo de San Carlos y con una breve duración antes de disolverse en 1965. La palabra 'Bopper' deriva del nombre de un ritmo popularizado en los 50 en los EE. UU.

## Historia: inicios
El grupo se formó en 1960 en la Preparatoria 4 de Puente de Alvarado 50, hoy en día el Museo de San Carlos. Los instrumentos los compraron gracias al apoyo financiero de la Mamá de Ricardo de la Garza Ramírez, vocalista original del grupo. Ensayaban en la Col. Roma (casa de Ricardo) y la Col. Condesa (casa de Germán González Fajardo, el más inquieto de todos, el líder, fundador y trompetista y también pianista del grupo quién cinco años después se integraría al grupo "El Klan" y posteriormente a "La Fresa Ácida". Su mejor canción: "Saco sport y un clavel rosado". Después de dos discos, Paco Cañedo sigue su carrera como solista con relativo éxito. Sus primeros integrantes fueron Germán, Ricardo, Jorge López Ángeles (bajo) y Mario Jacobo Legorreta (guitarrista líder) habiéndose conocido en la Prepa 4 donde estudiaban. Más tarde se integraron Eduardo Sánchez Cárdenas (batería inicial), Víctor Osorio Zamora (guitarra acompañamiento), Francisco Cañedo (vocalista), Julio César de la Huerta (requinto último), Eduardo Ángulo Puente (batería último) y Jorge Barón (último vocalista).

### Su primera grabación
Graban hacia finales de 1960 su primer disco en la pequeña pero entonces visionaria disquera "Discos Coro", álbum con 12 piezas que a pesar de la escasa tecnología existente en ese entonces posee una edición estereofónica prensada en 1962 y con un sonido admirable para la época. Se dice que ese disco se preparó, ensayó y grabó en tan solo 9 horas, lo que resulta posible, pues en esa época esa era la costumbre de las compañías discográficas al grabar a grupos integrados por jóvenes. 
Su álbum en la marca Discos Coro es muy interesante, pero careció prácticamente de promoción, pues justo en 1960 había surgido dicha disquera y el rock and roll nunca había sido su especialidad, aunque grabó material muy valioso; el disco cuenta con varias reimpresiones durante la década de los 60.
En 1961 se incorporan al catálogo de la importante compañía Discos Peerless, grabando 2 discos LP, además de algunos sencillos, en donde a pesar de tampoco tener gran promoción logran su más grande éxito (una balada o soft rock), y hoy un clásico inolvidable "Colina Azul", éxito original de Fats Dominó (Blueberry Hill), obteniendo cierto éxito con sus grabaciones a "Tren Solitario", "Amante soñador" éxito original de Bobby Darin y "Pobre Tontín" original de Ricky Nelson y "Un saco sport" (que ya habían grabado en Discos Coro).
Los Boppers actuaron en diversos lugares como en el Auditorio Nacional (junto al famoso cantante canadiense Paul Anka), en el Teatro Iris, Salón Soto del Hotel Saxon, en el centro nocturno El Patio. Los Boppers fue el primer grupo roquero mexicano que salió de gira artística al extranjero. En 1961 viajaron a Centroamérica, claro reprobando ese año la preparatoria por estar tanto tiempo ausente de sus clases. En la televisión debutaron en el programa "Teatro Bon Soir", siendo apadrinados por Manuel "Loco" Valdés y Ana Luisa Peluffo; también actuaron con Paco Malgesto y Ninón Sevilla en dicho programa televisivo. Hicieron una película acompañando a Cesar Costa, Angélica María y Libertad Lamarque intitulada El Cielo y la Tierra.
A pesar de que no fueron muy promocionados por sus casas disqueras tenían uno de los mejores shows de la época. Sus tocadas, como así se llamaban los conciertos de estos grupos, eran espectaculares. El pequeño "Elvis", como así le decían a Ricardo de la Garza, uno de los dos vocalistas del grupo, bailaba espectacularmente y movía al público a estados de paroxismo, mientras que Paco Cañedo, el otro cantante, exaltaba al romance con su melodiosa voz.

## Discografía
A pesar de ser individualmente grandes y talentosos músicos, solo grabaron 3 LP y algunos sencillos debido en parte a la temprana salida de sus principales vocalistas Ricardo de la Garza y Paco Cañedo, y en gran medida a la poca promoción que recibió el grupo por parte de su casa disquera dado su estilo fuera de lo convencional dentro del rock and roll de la época.

## Éxitos.
- "Cuándo volverás"
- "Colina azul".
- "Tren solitario".
- "Porque soy rebelde".
- "Saco sport".
- "Pobre Tontín"
- "Amante Soñador"

## Disolución del grupo
Tras la salida de Francisco “Paco” Cañedo en 1963, su vocalista principal, entra al Grupo Jorge Barón como vocalista. El conjunto había empezado en 1960 con siete miembros, reduciéndose a cinco en 1964. El grupo estaba débil y las contrataciones empezaron a escasear. En 1965 el grupo se disuelve definitivamente.
Germán Gonzales Fajardo se fue como músico al Tropicana de La Vegas, Nevada, Estados Unidos, donde tocó por varios meses hasta que lo despidieron por no tener en regla sus papeles. Luego viajó a la ciudad de Nueva York, donde estuvo tocando con los Loud Jets, pero no le gustó el ambiente del grupo retirándose al cabo de algunos meses. Mientras estaba arreglando su residencia americana, su abogado le informó que una vez concedida ésta tendría que enlistarse al ejército estadounidense y como Estados Unidos estaba en guerra con Vietnam, prudentemente Germán decidió regresarse a México. Al poco tiempo de haber regresado al Distrito Federal en 1966, formó el grupo musical El Klan, tocando en los mejores lugares de la ciudad como el Señorial y varios hoteles de la avenida reforma. Fue el primer grupo roquero mexicano que viajó al Viejo Continente, trabajando dos años en Escandinavia. Al poco tiempo de su regreso a México en 1968, el Klan se disolvió por diferencias entre sus miembros. Después, Germán tocó en varios grupos hasta convertirse en el director artístico de una compañía hotelera en Puerto Vallarta, Jalisco.
Paco Cañedo siguió su carrera como solista, teniendo el éxito de Bobby Vee, "Solo un beso más", "Cuando volverás" "Hola Mary Lou" aquel éxito de Ricky Nelson y Jorge "Loan" López Ángeles continuo tocando el bajo con diferentes grupos musicales especializándose en fiestas familiares y eventos sociales.

## Curiosidades
- Su primer disco, grabado en Coro (CLP-786) está disponible en un escaso tiraje estereofónico, producido en 1962 con técnicas de grabación muy avanzadas para la época.

- En 1963 Los Boppers fueron contratados para acompañar a César Costa, Angélica María y Libertad Lamarque en la película “El Cielo y la Tierra”, como les faltaba un elemento, invitaron a su compañero de la Preparatoria 4 Luis Gutiérrez Santos Poucel a que formara parte del grupo. Así es que Luis Gutiérrez tuvo la distinción de haber sido miembro de Los Boppers por espacio de dos semanas mientras se filmaba la película.

- En el año 2003 la disquera Peerless lanzó a la venta un CD -hoy agotado- en el que se incluye el primer disco en Peerless del grupo titulado "Colina Azul" con los 10 temas originales de aquel primer LP, extraídas de las cintas maestras y con la fotografía clásica del grupo en un prado y el mismo orden de las canciones, además de un CD en la serie de 70 aniversario en el que se incluyeron casi todas las piezas de su segundo y último disco en Peerless titulado "Sesión de Rock", además de algunas piezas publicadas solo en discos sencillos, todo esto respetando el sonido original y con excelente calidad.

- En el año 2008 se ha publicado 1 CD de Los Boppers con 15 Éxitos por parte de su disquera Peerless-MCM/Warner Music/Rhino, bajo la Serie Diamante, por los 75 años de Discos Peerless.

- Datos: Q5979392